# Trujillo (Honduras)
Trujillo, is een stad en gemeente (gemeentecode 0201) in het Noorden van Honduras, Midden-Amerika, in het departement Colón.
- Geografische kenmerken: kust, regenwoud

## Geschiedenis
Op 14 augustus 1502 landde Christoffel Columbus op zijn vierde en laatste reis naar de Nieuwe Wereld voor het eerst op het Amerikaanse vasteland, in de Baai van Trujillo waar het tegenwoordige Puerto Castilla ligt. Hij merkte op dat het water van de Caribische Zee hier erg diep was, en gaf het gebied de naam Golfo de Honduras: de Golf van de Diepten.

Onder de Spaanse overheersing werd Trujillo hoofdstad van Honduras, maar die functie moest het stadje afwisselen met het meer in het binnenland gelegen Comayagua, dat beter beschermd lag tegen aanvallen van piraten. In de tweede helft van de zestiende eeuw werd het Fortaleza de Santa Bárbara (El Castillo) gebouwd, ter bescherming van de Spaanse schepen die goud en zilver uit de binnenlanden naar Spanje brachten. Het Fortaleza was doelwit van verschillende aanvallen van piraten. In de loop van de 17e en de 18e eeuw had Trujillo verwoestende aanvallen te verduren van de Hollanders, de Fransen en de Engelsen. In de loop van de 18e eeuw verlieten de Spanjaarden uiteindelijk Trujillo.

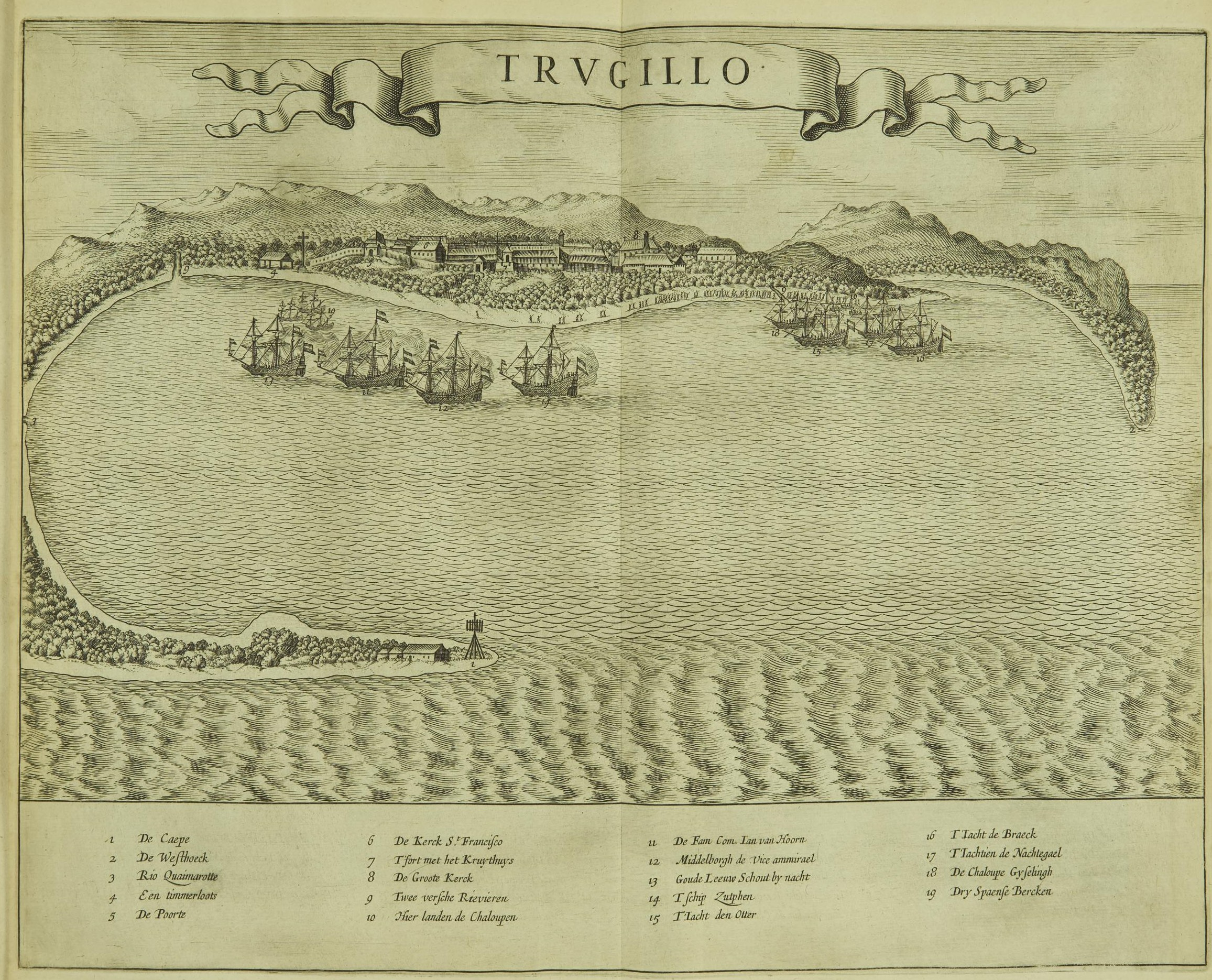
Verovering van Trujillo door Jan Jansz. van Hoorn en Cornelis Jol, 1633

In 1820 verloor Trujillo definitief de status van hoofdstad. Het gebied was onafhankelijk geworden en samen met Comayagua werd Tegucigalpa aangewezen als hoofdstad van Honduras.
In 1860 werd William Walker in Trujillo gevangengenomen en terechtgesteld. Zijn graf bevindt zich in Trujillo.

## Bevolking
De bevolking is als volgt verdeeld:
| Vrouwen | 32.518 | 51,1% |
| Mannen  | 31.104 | 48,9% |

## Dorpen
De gemeente bestaat uit negen dorpen (aldea), waarvan de grootste qua inwoneraantal: Trujillo (code 020101), Ilanga (020105) en Tarros (020109).

## Geboren
- Porfirio Lobo Sosa (1947), president van Honduras (2010-2014)